# Nippobodes tokaraensis
Nippobodes tokaraensis är en kvalsterart som beskrevs av Aoki 1989. Nippobodes tokaraensis ingår i släktet Nippobodes och familjen Nippobodidae. Inga underarter finns listade i Catalogue of Life.